# Пам'ятник закоханим
 Пам'ятник закоханим — являє собою арку, утворену фігурами юнака та дівчини, що летять та зливаються у поцілунку. Розташований у Харкові у сквері на вулиці Григорія Сковороди, біля станції метро Архітектора Бекетова. Пам'ятник відкритий 1 вересня 2002.

## Передісторія
Ідея встановити незвичайний пам'ятник народилася на зустрічі колишнього губернатора Харківської області Євгена Кушнарьова зі студентами трьох архітектурних факультетів місцевих вишів. Пан Кушнарьов запропонував студентам показати, на що вони здатні в конкурсі на ескіз-ідею пам'ятника Закоханим[джерело?].

## Автори пам'ятника
Автор ідеї — Дмитро Іванченко, студент Харківської державної академії дизайну та мистецтв.

## Цікаві факти
- Неодноразові випадки вандалізму щодо Пам'ятника Закоханим змусили оточити його бордюром з граніту, і влаштувати навколо фонтан.
- Пам'ятник дуже схожий на пам'ятник англ. "The Kissing Bridge" у Брайтоні, Сполучене Королівство.[1]